# Vodák

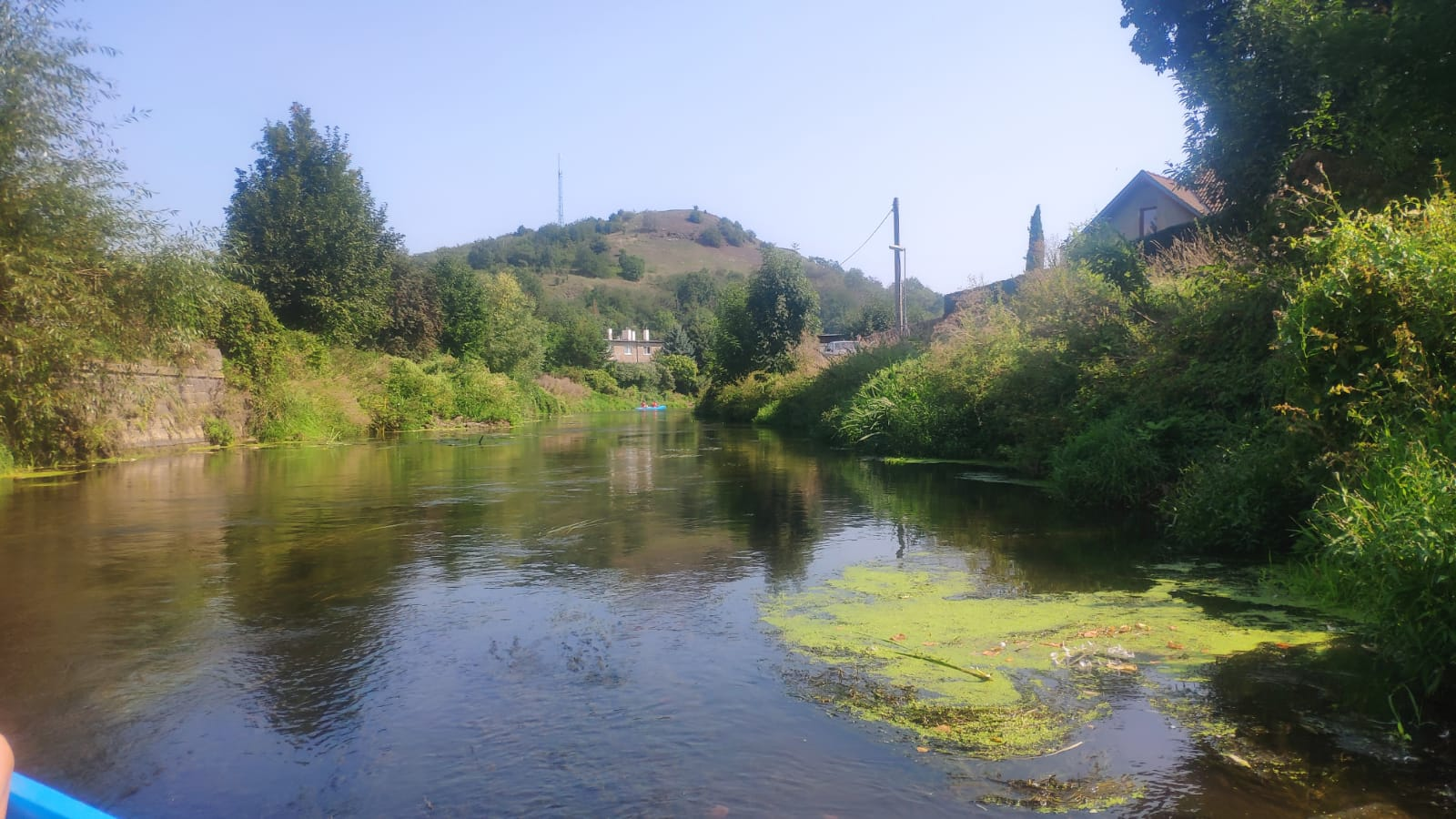
Vodáci na Bílině u Hostomic

Vodáci jsou lidé,  kteří provozují vodní turistiku, tedy splouvání řek a potoků pro zábavu a rekreaci. Používají k tomu kánoe, kajaky, pramice, rafty, vory či jiná plavidla, někdy i vlastní konstrukce a výroby. 
V Česku je vodáctví mimořádně populární. Nejčastěji se jezdí na dvoumístných kánoích, tradičně laminátových, ve 21. století již převážně plastových. Posádka se skládá z kormidelníka neboli „zadáka“ (sedí vzadu) a „háčka“ (vpředu). Každý pádluje na opačné straně lodi, zadák současně udílí lodi směr. Další osoba na lodi cestuje jen výjimečně, v takovém případě většinou nepádluje a nazývá se „porcelán“. Vodáci jezdící na kánoích nemají žádné specifické označení (pojem kanoista označuje spíše profesionální sportovce), na rozdíl od raftařů nebo kajakářů, používajících méně obvyklá plavidla. 
„Pravověrní“ vodáci mají řadu rituálů, zvyků, zásad, rčení a mýtů, které dodržují (např. pozdrav Ahóój! nebo rčení, že „vodák před desátou na řece není vodák, ale přízrak“).[zdroj?] Vodácká kultura souvisí s českou trampskou tradicí.

## Vodáci v kultuře

### Film
- Svatební cesta do Jiljí (1983) – česká filmová komedie o cestě na kánoi jako součásti vzájemného předmanželského testu
- Divoká řeka (1994) – americký thriller o boji s psychopaty v kulisách sjíždění řeky v divočině
- Hop nebo trop (2004) – český televizní seriál, kde se některé díly odehrávají na vodě (hlavně 2. díl Na vodě, 5. díl Memoriál)
- Rafťáci (2006) – český komediální film o prázdninách dvou pubescentů na vodě
- Na vlastní nebezpečí (2007) – český thriller, v němž hrdina pátrá po smrti otce při sjíždění rumunské řeky
- Proč bychom se netopili (2009) – český televizní seriál natočený podle Šmídových knih
- V proudech (1957) - československo-francouzský film s detektivní zápletkou
- Stav ztroskotání (1983) - český prázdninový příběh o vodáckém putování jedné party, které prověří i jejich přátelství